# Protopidius
Protopidius es un  género de coleópteros adéfagos de la familia Carabidae.

## Especies
Comprende las siguientes especies:
- Protopidius brevis Lecordier, 1990
- Protopidius bruneaui Lecordier & Girard, 1987
- Protopidius congoanus Basilewsky, 1949
- Protopidius obesus Lecordier & Girard, 1987
- Protopidius strictus Lecordier, 1990